# Patrick Wajsman
Patrick Wajsman (n. 19 octombrie 1946 la Paris) este un politolog și publicist francez, directorul revistei Politique internationale, profesor la Institutul de studii politice din Paris. Începând cu anul 2001 este și consilier editorial al președintelui grupului Figaro. În perioada 1993 - 1995 a fost consilierul ministrului francez al apărării François Léotard. Patrick Wajsman este și vicepreședintele Centrului de politică externă a Universității Paris I, precum și președintele Comitetului de redacție al revistei Géopolitique africaine. Este cavaler al Ordinului Național al Meritului și Ofițer al Legiunii de onoare.